# Liste der Biografien/Neur
Liste der Biografien |
Portal Biografien |
Personensuche
# |
A |
B |
C |
D |
E |
F |
G |
H |
I |
J |
K |
L |
M |
N |
O |
P |
Q |
R |
S |
T |
U |
V |
W |
X |
Y |
Z |
?
 
Na |
Nb |
Nc |
Nd |
Ne |
Nf |
Ng |
Nh |
Ni |
Nj |
Nk |
Nl |
Nm |
Nn |
No |
Nr |
Ns |
Nt |
Nu |
Nv |
Nw |
Nx |
Ny |
Nz
 
Nea |
Neb |
Nec |
Ned |
Nee |
Nef |
Neg |
Neh |
Nei |
Nej |
Nek |
Nel |
Nem |
Nen |
Neo |
Nep |
Ner |
Nes |
Net |
Neu |
Nev |
New |
Nex |
Ney |
Nez
 
Neub |
Neuc |
Neud |
Neue |
Neuf |
Neug |
Neuh |
Neui |
Neuj |
Neuk |
Neul |
Neum |
Neun |
Neup |
Neur |
Neus |
Neut |
Neuv |
Neuw |
Neuy |
Neuz
Die Liste der Biografien führt alle Personen auf, die in der deutschsprachigen Wikipedia einen Artikel haben. Dieses ist eine Teilliste mit 52 Einträgen von Personen, deren Namen mit den Buchstaben „Neur“ beginnt.

## Neur

### Neura
- Neurath, Alois (1886–1955), sudetendeutscher Kominternfunktionär
- Neurath, Constantin Franz Fürchtegott von (1777–1817), deutscher Jurist, württembergischer Beamter und Minister
- Neurath, Constantin Franz von (1807–1876), deutscher Jurist, württembergischer Diplomat und Minister
- Neurath, Constantin von (1739–1816), deutscher Jurist, Reichskammergerichtsassessor
- Neurath, Hans (1909–2002), US-amerikanischer Biochemiker
- Neurath, Jochen (* 1968), deutscher Komponist, Arrangeur und Dirigent
- Neurath, Konstantin Sebastian von (1847–1912), deutscher Jurist, württembergischer Kammerherr und Politiker, MdR
- Neurath, Konstantin von (1873–1956), deutscher Außenminister, Botschafter und Reichsprotektor in Böhmen und MährenKonstantin von Neurath (1873–1956)

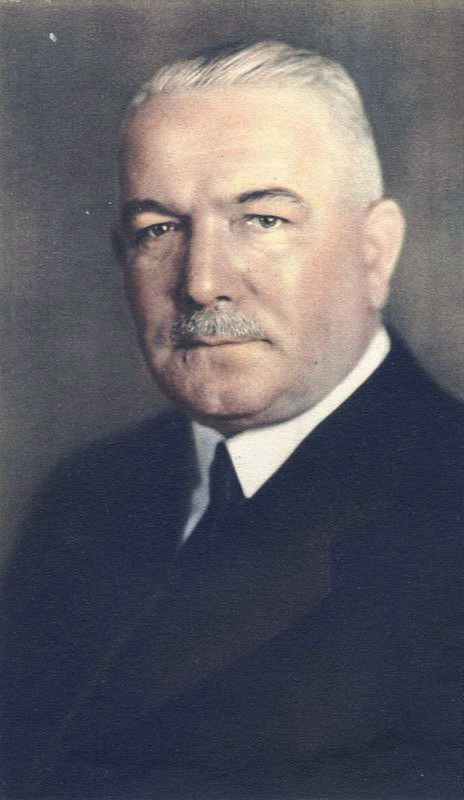
Konstantin von Neurath (1873–1956)

- Neurath, Marie (1898–1986), deutsche Illustratorin
- Neurath, Markus F. (* 1965), deutscher Mediziner
- Neurath, Otto (1882–1945), österreichischer Philosoph, Soziologe und Ökonom
- Neurath, Paul, US-amerikanischer Computerspielentwickler
- Neurath, Paul Martin (1911–2001), US-amerikanischer Soziologe österreichischer Herkunft
- Neurath, Stefan (* 1963), deutscher Eishockeyspieler
- Neurath, Wilhelm (1840–1901), österreichischer Wirtschaftswissenschaftler
- Neurauter, Klara (* 1950), österreichische Politikerin (ÖVP), Mitglied des Bundesrates
- Neurauter, Sandro (* 1992), österreichischer Fußballspieler

### Neurd
- Neurdein, Louis-Antonin (1846–1914), französischer Fotograf
- Neurdenburg, Elisabeth (1882–1957), niederländische Kunsthistorikerin und Publizistin

### Neure
- Neureiter, Ferdinand von (1893–1946), Rechtsmediziner, Medizinalbeamter im Reichsgesundheitsamt und Hochschullehrer
- Neureiter, Michael (1877–1941), österreichischer Politiker
- Neureiter, Michael (* 1950), österreichischer Politiker (ÖVP), Zweiter Salzburger Landtagspräsident
- Neureuter, Hans (1901–1953), deutscher Jurist, Regierungspräsident für das Saarland (1945–1946)
- Neureuter, Hans Peter (* 1938), deutscher Germanist und Literaturwissenschaftler
- Neureuter, Jakob (1833–1908), katholischer Geistlicher, der während der Marienerscheinungen in Marpingen 1876/1877 der Dorfpfarrer des saarländischen Dorfes Marpingen war
- Neureuter, Ludwig (1796–1871), deutscher Maler, Vergolder und Hersteller von Bilderuhren
- Neureuther, Ameli (* 1981), deutsche Modestylistin und Designerin
- Neureuther, Carl (1838–1921), bayerischer Offizier
- Neureuther, Christian (1868–1921), deutscher Kunsthandwerker und Maler des Jugendstils
- Neureuther, Christian (* 1949), deutscher Skirennläufer
- Neureuther, Erich (1932–2020), deutscher Filmregisseur, Schauspieler, Drehbuchautor und Hörspielsprecher
- Neureuther, Eugen Napoleon (1806–1882), deutscher Maler, Zeichner und Radierer
- Neureuther, Felix (* 1984), deutscher SkirennläuferFelix Neureuther (* 1984)

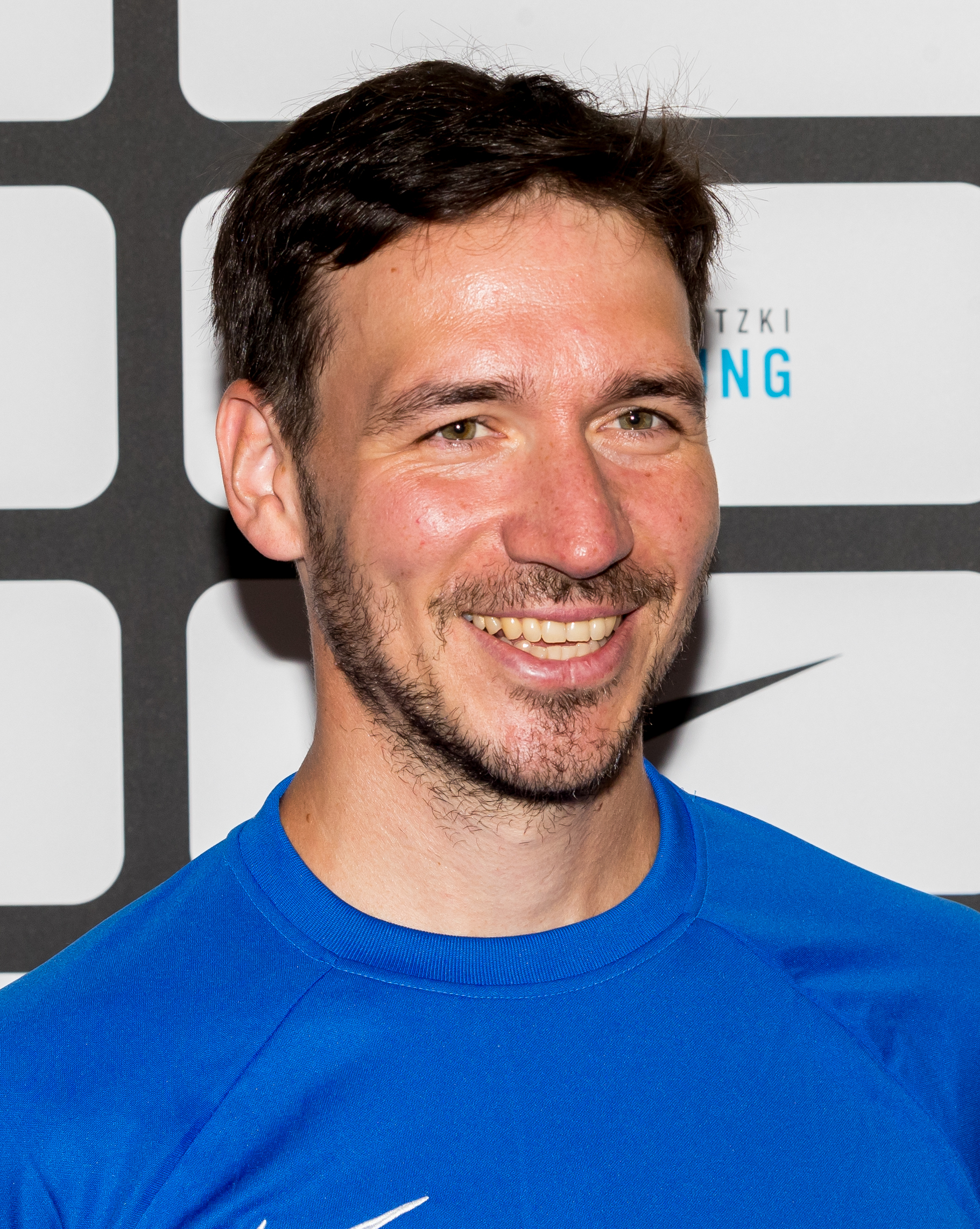
Felix Neureuther (* 1984)

- Neureuther, Gottfried von (1811–1887), deutscher Architekt und Hochschullehrer
- Neureuther, Günther (* 1955), deutscher Judoka
- Neureuther, Katja (1941–2019), deutsche Schauspielerin, Regieassistentin und Regisseurin
- Neureuther, Ludwig (1774–1832), deutscher Maler, Lithograph und Radierer
- Neureuther, Miriam (* 1990), deutsch-norwegische ehemalige Biathletin und SkilangläuferinMiriam Neureuther (* 1990)

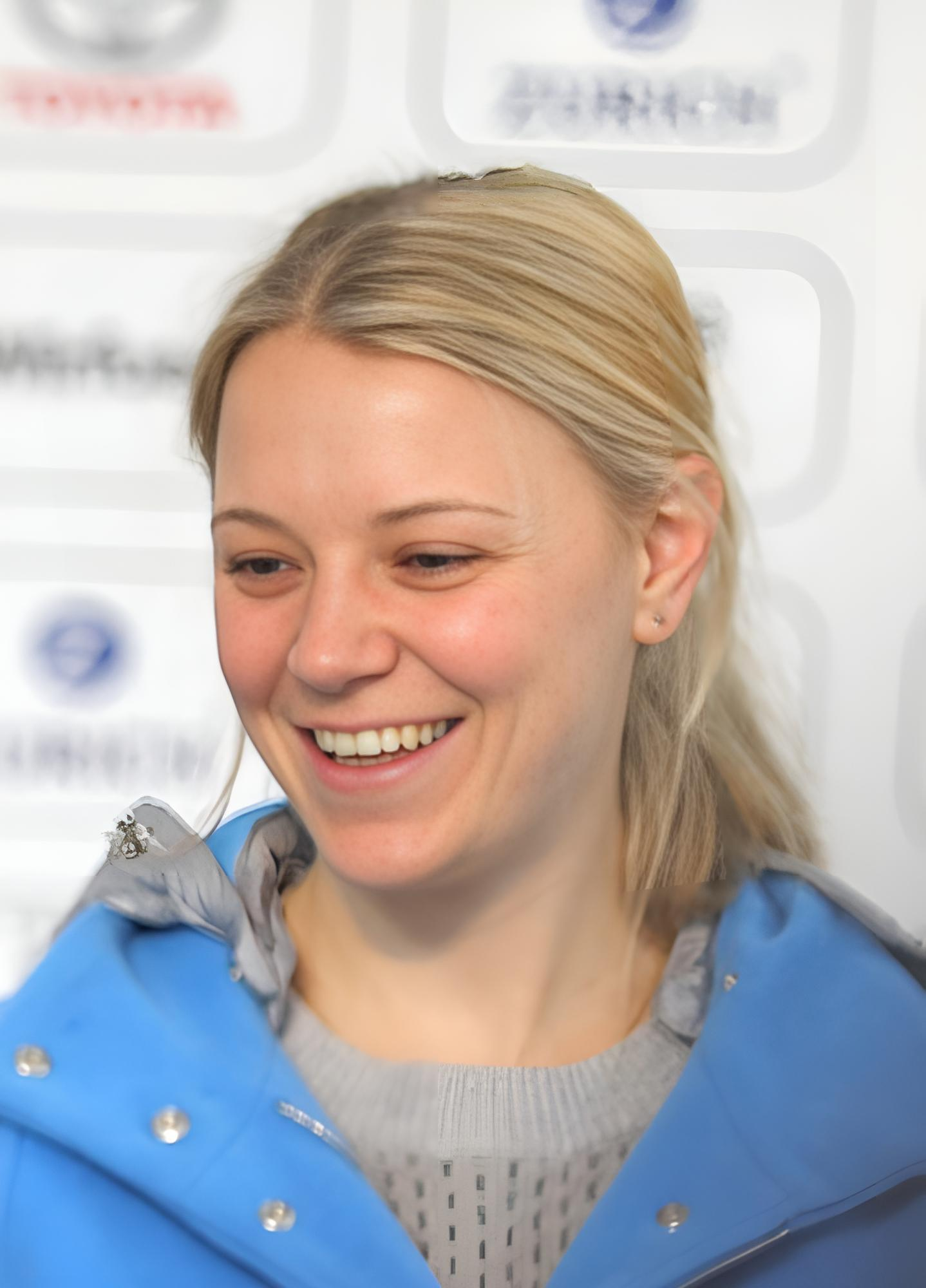
Miriam Neureuther (* 1990)

### Neuri
- Neuring, Gustav (1879–1919), deutscher Politiker
- Neuringer, Keir (* 1976), US-amerikanischer Jazz- und Improvisationsmusiker

### Neuro
- Neurohr, Günter (1935–2011), deutscher Politiker (SPD, CDU, parteilos)
- Neuroni, Agostino Maria (1690–1760), Bischof von Como
- Neuroni, Alessia (* 1978), Schweizer Sozialwissenschaftlerin
- Neuroth, Barbara (* 1957), österreichische Politikerin (Grüne), Abgeordnete zum Nationalrat

### Neuru
- Neuruhrer, Fritz (1910–1977), österreichischer Hochspringer
- Neururer, Heidi (* 1979), österreichische Snowboarderin, Weltmeisterin im Parallelslalom
- Neururer, Nenda, österreichische Rapperin und Schauspielerin
- Neururer, Nick (1952–2016), österreichischer Sportjournalist
- Neururer, Norbert (1926–2014), österreichischer Politiker (SPÖ), Vorarlberger Landtagsabgeordneter
- Neururer, Otto (1882–1940), österreichischer katholischer Pfarrer, NS-Opfer
- Neururer, Peter (* 1955), deutscher Fußballtrainer

### Neury
- Neury, André (* 1921), Schweizer Fussballspieler